# Callionymus grossi
Callionymus grossi är en fiskart som beskrevs av Ogilby, 1910. Callionymus grossi ingår i släktet Callionymus och familjen sjökocksfiskar. Inga underarter finns listade.